# Guglielmo I Gonzaga
Guglielmo I Gonzaga (Mantua, 24 april 1538 – Bozzolo, 14 augustus 1587) was hertog van Mantua (1550-1587), en (als Guglielmo X) markgraaf (1550-1574) en hertog (1574-1587) van Monferrato. Hij was een zoon van Federico II Gonzaga en Margartha van Monferrato.
Hij volgde zijn broer Francesco na diens kinderloos overlijden in 1550 op.
Op 26 april 1561 huwde hij met Eleonora van Oostenrijk (1534 – 1594), dochter van keizer Ferdinand I. Uit dit huwelijk kwamen drie kinderen voort:
- Vincenzo (1562 – 1612), hertog van Mantua en Monferrato
- Margherita Gonzaga (1564 – 1618); ∞ (1579) Alfonso II d'Este (1533 – 1597), hertog van Modena
- Anna Caterina (1566 – 1621); ∞ (1582) aartshertog Ferdinand II van Oostenrijk (1529 – 1595), graaf van Tirol